# Valdemar Mota
Valdemar Mota da Fonseca (18 de março de 1906, Porto — abril de 1966), foi um futebolista português que atuava como médio.

## Carreira
Esteve no FC Porto durante treze temporadas, entre 1926 e 1938. Marcou 177 golos em 163 jogos e venceu no total 14 títulos, incluindo 1 campeonato.

## Títulos
- 1 Campeonato de Portugal: 1931–32
- 1 Primeira Divisão: 1934–35
- 12 Campeonatos do Porto[1]